# Ormoy-Villers
Ormoy-Villers è un comune francese di 645 abitanti situato nel dipartimento dell'Oise della regione dell'Alta Francia.

## Società

### Evoluzione demografica
Abitanti censiti